# Alonso de Fonseca II.

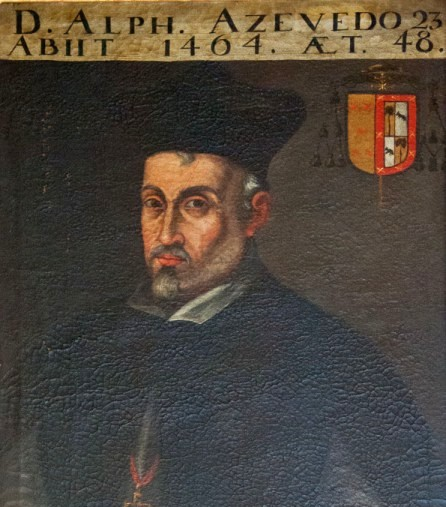
Alonso de Fonseca y Acevedo

Alonso de Fonseca II. oder Alonso de Fonseca y Acevedo (* 1440 in Salamanca; † 12. März 1512 in Santiago de Compostela) war Erzbischof von Santiago de Compostela (1460–1465 und 1469–1507) und zeitweise auch Erzbischof von Sevilla (1465–1469) zwischen den zwei Amtszeiten seines gleichnamigen Vorgängers Alonso de Fonseca I.
Im Jahr 1460 wurde Alonso de Fonseca y Acevedo vom König von Spanien zum Erzbischof von Santiago de Compostela ernannt und von Papst Pius II. in seinem Amt bestätigt. Im Jahr 1465 ernannte ihn Papst Paul II. zum Erzbischof von Sevilla. Er wurde zu zwei Jahren Gefängnisverurteilt, die er von 1465 bis 1467 in der Castillo de Vimianzo verbrachte.
Er war einer der drei Botschafter in England, die am 26. August 1501 aufbrachen, um Prinzessin Katharina von Aragon bei ihrer Hochzeit mit Arthur, Prinz von Wales, zu begleiten. Die anderen waren Diego Fernández de Córdoba y Mendoza, 3. Graf von Cabra, und Antonio de Rojas Manrique, Bischof von Mallorca. Er war Berater der Katholischen Könige. Unter anderem ließ er 1503 auf Wunsch Königin Isabellas deren Tochter Johanna festsetzen und im Castillo de La Mota in Haft nehmen.
Mit seiner Cousine María de Ulloa, der Dame von Cambados, hatte er zwei Kinder: Diego de Acevedo Fonseca y Ulloa, Herr von Babilafuente, verheiratet mit seiner Cousine Francisca de Zúñiga y Ulloa, 2. Gräfin von Monterrey, die 1526 starb, und Alonso de Fonseca y Ulloa, Herr von Cambados, Erzbischof von Toledo, Primas von Spanien.
Alonso beförderte seinen Sohn ungewöhnlicherweise direkt zum Erzbischof von Santiago, als Alonso III. de Fonseca, ein sehr unorthodoxer Schritt, der mit der Unterstützung von Ferdinand dem Katholischen schließlich von Papst Julius II. gebilligt wurde. Zwischen den beiden Amtszeiten wurde ein Übergangsmandat in der Person von Erzbischof Pedro Luis de Borja (Neffe von Papst Alexander VI.) vom 28. August bis 23. Oktober 1507 eingerichtet, um das Verbot zu umgehen, dass ein Sohn seinem Vater auf einem Bischofssitz nachfolgen durfte. Alonso II. erhielt den Titel des Lateinischen Patriarchen von Alexandria (1506–1508) und zog sich von Salamanca zurück, um seine Besitztümer zu verwalten.